# Casinhas
Casinhas est une municipalité brésilienne située dans l'État du Pernambouc.